# Hun Yuan
Chang Yi-Jui, alias Grand Maître Hun Yuan (né le 2 février 1944 à Zhongliao, près de Nantou à Taïwan), est le fondateur du Weixinisme (chinois : 唯心教 ; pinyin : Wéixīnjiào ; zhuyin : ㄨㄟˊ ㄒㄧㄣ ㄐㄧㄠˋ). Ce mouvement est également connu sous le nom de « Weixin Shengjiao » et compte parmi les plus grands nouveaux mouvements religieux taïwanais. Il est aussi l’auteur de plusieurs livres sur le Yi Jing et le Feng shui, ainsi qu’un peintre prolifique.

## Vie
Chang Yi-Jui est né le 2 février 1944 à Zhongliao dans le comté de Nantou, sur l'île de Taïwan. Même s’il était déjà passionné par les systèmes traditionnels chinois de sagesse et divination Yi Jing et Feng shui, il ne s’intéressa pas trop à la religion jusqu’à l’âge de trente-trois ans.
En 1963, il obtint son diplôme en recensement cadastral de l’École supérieure de formation professionnelle Kuang-Hwa à Taichung. Il resta dans cette école en tant que professeur de Normes de mesure. Il fonda aussi la société Zhong Xin Measuring Ltd., la plus ancienne société spécialisée en recensement cadastral à Taïwan.
Mais sa carrière d’homme d’affaires se termina de manière abrupte en 1982, quand Chang tomba sérieusement malade. Une fois tiré d’affaire, il tint sa guérison pour miraculeuse et décida de consacrer sa vie à la spiritualité. Il déclara avoir reçu des messages de l’au-delà provenant de l’Empereur de Jade et de Guiguzi. Le premier est un personnage divin, traditionnellement confondu avec le Vénérable Céleste de l’Origine Première Yuanshi Tianzun. Le second est l’auteur présumé de plusieurs traités de stratégie politique écrits entre les dernières années de la période des Royaumes combattants et la fin de la dynastie Han, qui fut ensuite divinisé dans la religion populaire chinoise. Chang décida aussi d’aller en pèlerinage avec quelques amis sur le Mont Dawu, dans le Comté de Taitung, à Taïwan, où il déclara avoir reçu une nouvelle révélation. Il affirma que l’Empereur de Jade lui intima de « n’être jamais égoïste » et d’ « encourager les gens dans leur perfectionnement moral ».
En 1983, Chang commença à consacrer sa vie à la religion conformément à son vœu. Il ouvrit une petite salle de prière familiale à Taichung (appelée Yi Yao She) dans laquelle il enseignait le Yi Jing et proposait des services de divination à une poignée de fidèles. Un an après, la salle de prière Yi Yao She prit le nom de temple de Shennong et Chang proclama qu’une révélation divine lui avait donné le nom et titre bouddhiste de Grand Maître Hun Yuan. Il se considérait désormais dans un état d’union mystique avec le Bodhisattva Wang Chan Lao Zu, qui s’était jadis incarné en Guiguzi, et affirma recevoir régulièrement des révélations de celui-ci.
En 1987, après la fin de la loi martiale à Taïwan, le Grand Maître Hun Yuan put développer ses activités et finalement déclarer auprès des autorités taïwanaises son mouvement sous le nom de Weixinisme, ou Weixin Shengjiao, qui signifie « Enseignements Sacrés de l’Esprit Pur ».
En 1989, le siège du mouvement fut transféré dans des locaux plus spacieux près de Nantou, où fut inauguré le complexe architectural qui prit le nom de Temple Hsien Fo. Il fut suivi plus tard de 42 « temples succursales » à Taïwan, dans lesquels le mouvement célèbre ses rites et des cours de Yi Jing et de Feng shui sont proposés de façon régulière. En 1993, Hun Yuan organisa la cérémonie qu’il appela « 99 Jours de chant » et dirigea ses premiers cours supérieurs de Yi Jing et de Feng Shui. Le livre La vision du monde du Feng Shui, publié en 1995, fit connaitre Hun Yuan à un public plus large à Taïwan. Dans la même année, le congrès « Diffuser le dharma du Feng Shui dans nos maisons », organisé dans le stade de Linkou à Taipei, y attira plus de 36.000 personnes.

## Weixinisme
Hun Yuan est surtout connu en tant que fondateur et chef du Weixinisme ou Weixin Shengjiao, une nouvelle religion taïwanaise présente aussi dans la diaspora chinoise de plusieurs pays et comptant quelques membres non chinois au Japon, au Vietnam, en Australie, aux États-Unis, au Canada et en Espagne. Cette religion compte dans le monde entier « quelque 300 000 membres, ainsi qu’un cercle de sympathisants estimé à un million par le ministère de l’Intérieur de Taïwan ».
Le Weixinisme a été considéré par des chercheurs taïwanais comme « l’institutionnalisation (…) de croyances populaires chinoises très répandues », prenant leur source dans la vénération de Guiguzi et des trois ancêtres mythiques des peuples chinois : l’Empereur Yandi, l’Empereur Jaune Huángdì et Chiyou, ainsi que dans la valorisation du Yi Jing et du Feng shui en tant que systèmes de divination et de sagesse pratiques et non pas seulement philosophiques.
Le canon du Weixinisme comprend des écritures sacrées du bouddhisme, du confucianisme et du taoïsme, ainsi que le grand corpus des révélations que le Grand Maître Hun Yuan affirme recevoir de Guiguzi, recueillies dans les seize livres du Soutra de l’Apocalypse. Tous les écrits et les discours, jusqu’à ses paroles à table ou dans la vie quotidienne, du Grand Maître Hun Yuan sont recueillis dans le Weixin Dao Zang qui, en 2017, est arrivé à la dimension extraordinaire de 18.000 volumes. Hun Yuan est également l’auteur de plusieurs ouvrages de vulgarisation sur le Yi Jing et le Feng shui, dont un, sur le Feng shui, fut traduit en anglais en 2016.

## Établissements d’éducation
En 1996, Hun Yuan fonda un établissement d’éducation permanente, l’université Yi Jing, tandis que l’établissement parallèle, le Collège weixiniste, est une institution académique pour l’étude du Yi Jing et du Feng shui, qui a été reconnue comme université par le ministère de l’Instruction Publique de Taïwan. En 2015, l’université Yi Jing déclara qu’elle avait offert vingt-trois cours d’une année depuis sa fondation et que le nombre de ses étudiants avait dépassé les soixante mille. En 2016, l’université Yi Jing commença à décorer du titre “pingxin gens vertueux” les étudiants qui avaient fréquenté ses cours pendant vingt-quatre ans et plus.

## Émissions de télévision
En 1997, Hun Yuan commença ce qui allait devenir une longue carrière d’enseignement du Yi Jing et Feng shui par télévision. Il devint un visage familier pour les téléspectateurs taïwanais. En 1998, il présenta ses idées à l’étranger lors de sa première tournée internationale. D’après le mouvement, en 2017, plus de cinq cents programmes de télévision sur le Yi Jing et le Feng shui dans le monde présentent le Grand Maître Hun Yuan.

## Activités humanitaires
En 1996, Hun Yuan fonda la “Fondation chinoise de mérite de la terre pure dans ce monde”, dont le but était de promouvoir le Yi Jing et le Feng shui. En 1999, toutefois, le séisme de 1999 à Chichi frappa Taïwan. Hun Yuan mobilisa alors les membres de la fondation pour les envoyer où le séisme avait frappé. Ils donnèrent des conseils pour bâtir des édifices antisismiques d’après les principes du Feng shui, mais ils offrirent aussi leur aide aux familles en détresse. Le mouvement déclare que plus de trois mille familles furent ainsi aidées. En 2012, le nom de la fondation fut changé en “Fondation de mérite Weixin Shengjiao”. D’après le mouvement, il compterait aujourd’hui soixante mille membres.

## Relations entre Taïwan et la Chine
En 2001, avec le but déclaré d’améliorer les relations entre Taïwan et la Chine, Hun Yuan organisa à Taipei le premier d’une série de colloques annuels sur Guiguzi, réunissant des universitaires des deux côtés du Détroit de Taïwan. Il signa aussi un accord avec les autorités de la province chinoise du Henan pour bâtir dans la province une ville de la culture chinoise dite « Ville des Huit Trigrammes » (Ba Gua), un nom dérivé du Yi Jing, avec plusieurs temples.
En 2003, Hun Yuan fonda l’Association académique de recherche Guiguzi, qui se consacre à l’étude des origines de la culture chinoise. En particulier, l’association rédigea des listes historiques de 15,615 noms de familles chinoises, 917 noms d’empereurs ayant gouverné la Chine, et 3,762 guerres ayant été combattues tout au long de l’histoire chinoise.
Pour Hun Yuan, rassembler tous ces noms n’a pas seulement un but scientifique, mais poursuit aussi un but religieux. En 2004, il organisa dans le stade de Linkou, à Taipei, la première “Cérémonie unie de vénération des ancêtres chinois”, pour honorer les ancêtres des peoples chinois, tout particulièrement les victimes des différentes guerres Chaque année, le 1er janvier, plus de trente mille personnes y participent. Des présidents de la république de Taïwan et autres leaders politiques de première plan ont également participé à ces cérémonies.
En 2012, Wu Ching-ji, alors ministre de l’Éducation de Taïwan, annonça pendant un colloque sur le Feng shui que Hun Yuan avait été nommé comme candidat pour le Prix Nobel de la paix 2013 (qui fut finalement remis à l’Organisation pour l'interdiction des armes chimiques).

## Production artistique
Hun Yuan est aussi un peintre prolifique. Bien qu’ayant leurs racines dans la tradition de la calligraphie et du lavis chinois, ses grands ouvrages, qui représentent souvent des dragons, sont réalisés dans un style distinctif. Il les réalise souvent en public, car ils sont peints en quelques secondes seulement, en un seul coup de pinceau sur papier de riz. Tous les temples succursales de Weixin Shengjiao possèdent des tableaux de Hun Yuan, mais la collection la plus grande est maintenant au Musée Weixin, qui fait partie du siège mondial du mouvement dans le comté de Nantou. Les critiques, et le mouvement lui-même, considèrent que l’ouvrage le plus important de Hun Yuan est la série de 108 pièces de calligraphie ruyi (« propice ») qui comprend l’ouvrage, souvent reproduit, La Nation stable du dragon d’or.
Hun Yuan est également l’auteur de projets de temples et jardins. Le mouvement déclare que le projet du site du temple Hsien Fo est inspiré d’idées de Hun Yuan, qui demanda que l’agencement des constructions soit mis en harmonie avec la forme des montagnes proches du temple, sur la base du Feng shui et aussi de la tradition Zen.
D’après le mouvement, Hun Yuan est aussi l’auteur des avant-projets pour les grands ensembles architecturaux, appelés Villes des Huit Trigrammes, que le mouvement est en train de bâtir dans la province chinoise du Henan, et dans le comté de Nantou à Taïwan.